# Буенавіста-де-Вальдавія
Буенавіста-де-Вальдавія (ісп. Buenavista de Valdavia) — муніципалітет в Іспанії, у складі автономної спільноти Кастилія-і-Леон, у провінції Паленсія. Населення — 382 особи (2010).
Муніципалітет розташований на відстані близько 260 км на північ від Мадрида, 70 км на північ від Паленсії.
На території муніципалітету розташовані такі населені пункти: (дані про населення за 2010 рік)
- Аренільяс-де-Сан-Пелайо: 68 осіб
- Барріосусо: 20 осіб
- Буенавіста-де-Вальдавія: 195 осіб
- Польвороса-де-Вальдавія: 47 осіб
- Ренедо-де-Вальдавія: 52 особи

## Демографія
Динаміка населення (INE ):

## Галерея зображень

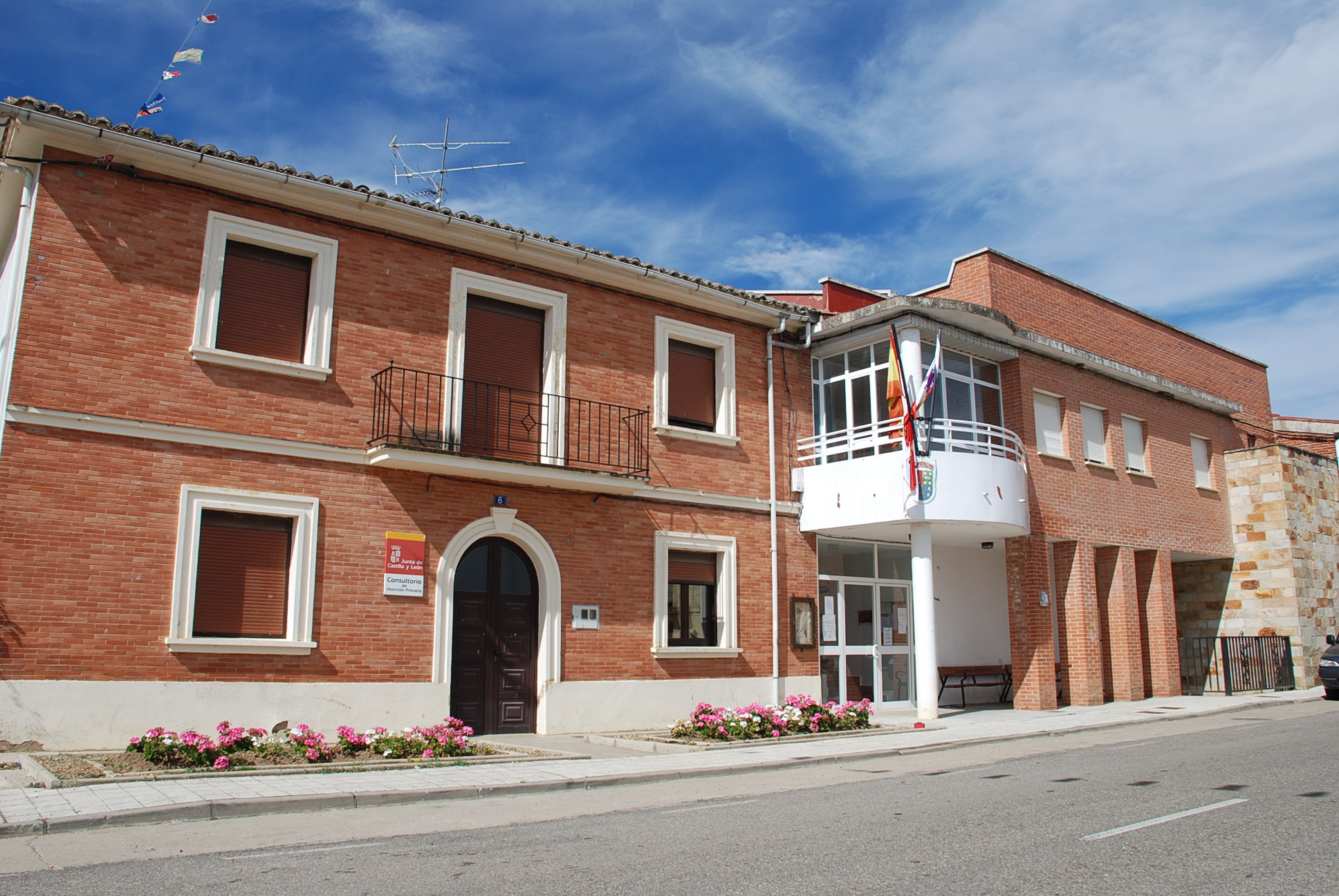
Муніципальна рада
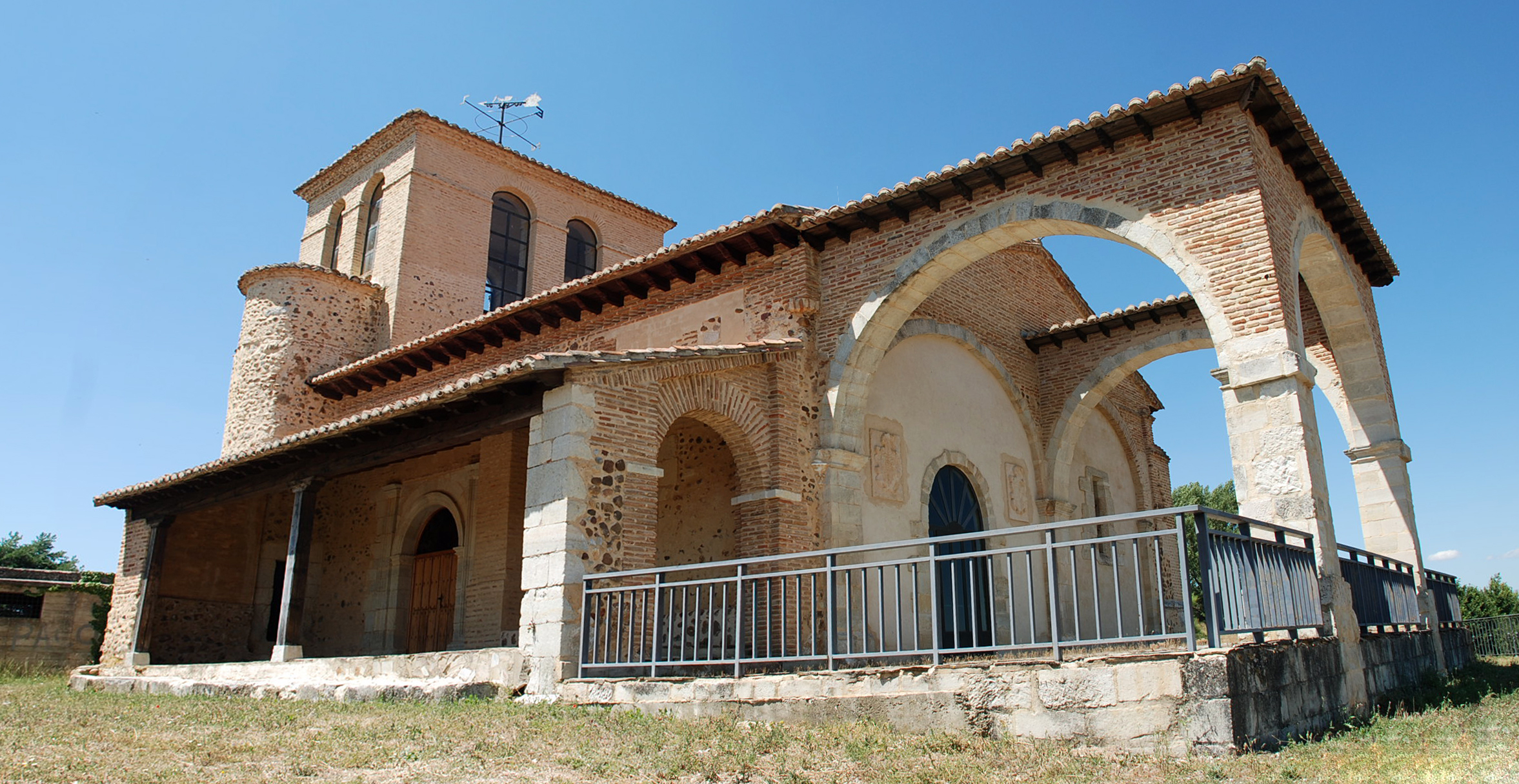
Церква Лос-Сантос-Хусто-і-Пастор
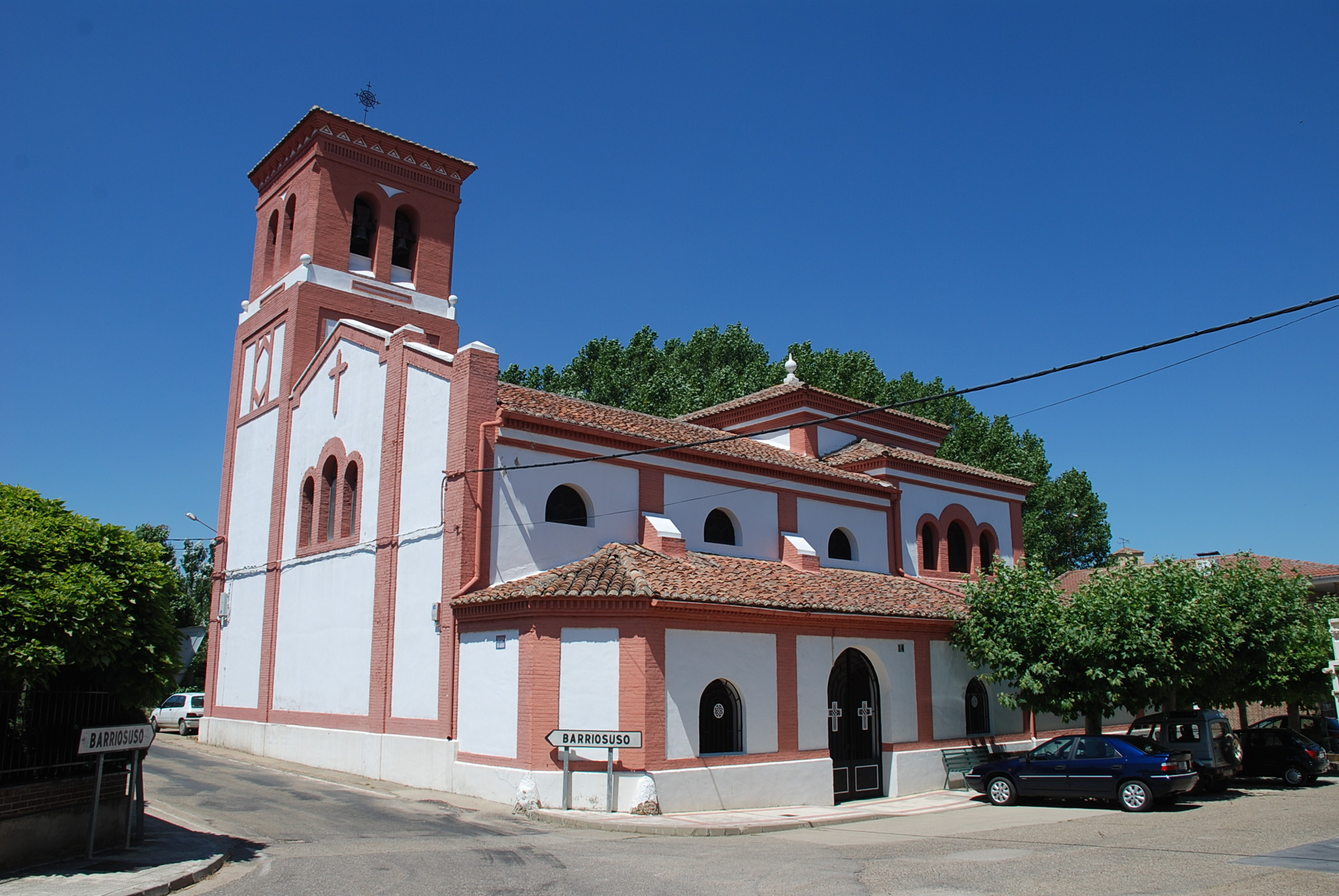
Церква Сан-Хуан-Баутіста